# Accumoli
Accumoli – miejscowość i gmina we Włoszech, w regionie Lacjum, w prowincji Rieti.
Według danych na rok 2004 gminę zamieszkiwały 724 osoby, 8,3 os./km².
Miejscowość została bardzo mocno zniszczona przez trzęsienie ziemi z 24 sierpnia 2016 roku; znajdowała się 1 km od epicentrum.